# Бернатович-Ґєйштоф (герб)
Бернатович-Ґєйштоф (пол. Bernatowicz-Gieysztoff, Bernatowicz-Geisztoff) — шляхетський герб, різновид герба Ястшембець.

## Опис герба
У блакитному полі підкова срібна баром вгору, через яку проходить стріла вістрям вниз, що розривається на оперенні.
Клейнод: три пера страуса. Намет блакитний, підбитий сріблом.

## Найбільш ранні згадки
Походження герба невідоме.

## Роди
Бернатовичі-Ґєйштоф (Bernatowicz-Gieysztoff).